# Володино (Никольское сельское поселение)
Воло́дино — деревня в Вилегодском муниципальном округе Архангельской области.

## География
Находится в юго-восточной части Архангельской области, к югу от автодороги А123, на расстоянии приблизительно 23 км на северо-запад по прямой от административного центра района села Ильинско-Подомское, на правом берегу реки Виледь.

## История
Еще в 1710 году здесь была отмечена деревня Володино с 2 дворами. В 1859 году здесь (деревня Володино или Ширяево Сольвычегодского уезда Вологодской губернии) было учтено 8 дворов. До 2020 года входила в состав Никольского сельского поселения до его упразднения.

## Население
Численность населения: 13 человек (1710 год), 51 (1859), 2 (русские 100 %) в 2002 году, 7 в 2010.